# Ларрі Кінен
Ларрі Кінен (англ. Larry Keenan, нар. 1 жовтня 1940, Норт-Бей) — канадський хокеїст, що грав на позиції крайнього нападника.

## Ігрова кар'єра
Професійну хокейну кар'єру розпочав 1961 року.
Протягом професійної клубної ігрової кар'єри, що тривала 14 років, захищав кольори команд «Торонто Мейпл-Ліфс», «Сент-Луїс Блюз», «Баффало Сейбрс» та «Філадельфія Флаєрс».